# Jagdschloss Engelberg

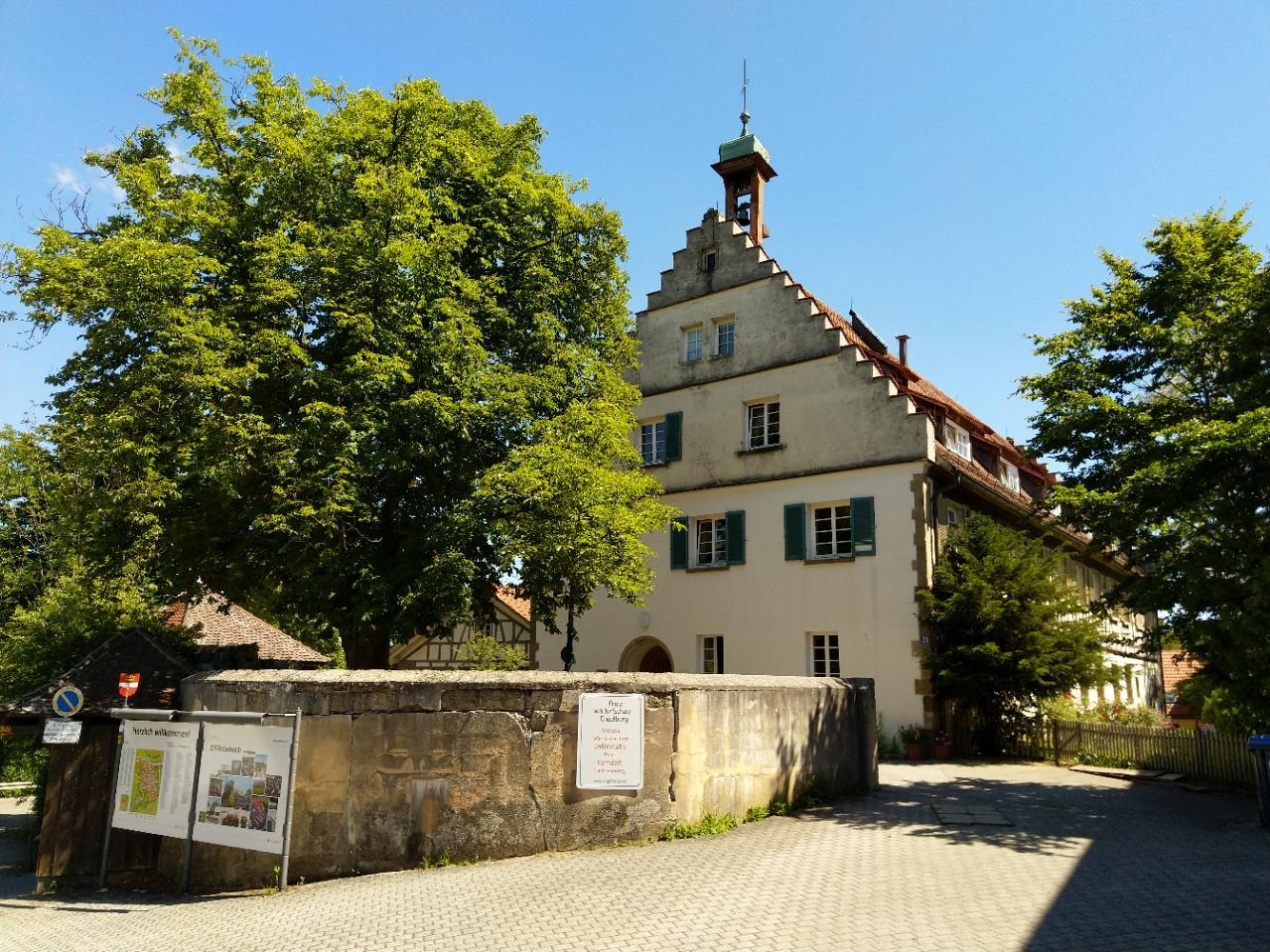
Das Jagdschloss Engelberg

Das Jagdschloss Engelberg ist ein Schloss in Engelberg, einem Ortsteil von Winterbach im Rems-Murr-Kreis in Baden-Württemberg.

## Geschichte
Anstelle des Jagdschlosses stand im Mittelalter ein 1466 vom Grafen Ulrich V. von Württemberg gestiftetes Kloster der Augustinereremiten. Das Dormitorium wurde 1525 infolge des Deutschen Bauernkriegs zerstört. 1538 wurde die Klosterkirche für die Steingewinnung des Schorndorfer Schlosses abgebrochen. 1602 wurde an der Stelle des Klosters ein württembergisches Jagdschloss errichtet. Ab 1623 war das Schloss Sitz des Oberforstmeisters von Schorndorf. Im Dreißigjährigen Krieg wurde das Schloss schwer beschädigt und erst 1649 wiederaufgebaut. 1818 wurde das Schloss für 14.300 Gulden an private Eigentümer verkauft, und wechselte in den folgenden Jahren mehrmals den Besitzer. Seit den 1960er-Jahren wird das Schloss von der Freien Waldorfschule genutzt, weswegen es 1962 bis 1965 im Inneren renoviert wurde.